# Hassan I Sabbah
Hassan I Sabbah to amerykański zespół screamo, aktywny w latach 2000-2001. Zespół został założony przez byłych członków Puritan, Prevail, oraz Rinse. Po rozpadzie zespołu Mike przeszedł do Unearth, natomiast Chad gra obecnie w Otesanek.

## Członkowie zespołu
- Chad - wokal
- Mike - perkusja
- Ryan
- Tommy
- Zac

## Dyskografia
- Hassan I Sabbah 7” (Robodog Records, 2000)
- split 7” z Usurp Synapse (The Electric Human Project, 2000)

Utwory zespołu znalazły się także na takich składankach jak Antipodes 7” (Level Plane) oraz Relics of Ordinary Life (Happy Couples Never Last).